# Соколівка (Ніжинський район)
Соколі́вка — село в Україні, у Новобасанській сільській громаді Ніжинського району Чернігівській області. Населення становить 157 осіб (станом на 1 січня 2021 року).

## Географія
До 2020 року село було центром Соколівської сільської ради Бобровицького району, територія якої межувала з Бригинцівською, Новобасанською, Пісківською, Старобасанською сільськими радами Ніжинського району. На заході та на півдні — із землями Київської області. 
Відстань до Бобровиці автомобільними шляхами — 31,8 км, до залізничної станції Бобровиця — 34,8 км, до обласного центру — 134 км. Село розташоване за 3 км від автошляху національного значення Н07 Київ — Суми — Юнаківка.

## Історія
Село засноване 1916 року. До 1958 року село мало назву — Дідове. На думку краєзнавців, у корені старої назви села лежить слово «дід». Уперше згадується в другій половині XIX століття. У селі знаходилися маєток дворян Раковичів та винокурня.
17 липня 2020 року, внаслідок адміністративно-територіальної реформи і ліквідації Бобровицького району, село увійшло до складу Ніжинського району.

## Населення

### Мова
Розподіл населення за рідною мовою за даними перепису 2001 року:
| Мова       | Кількість | Відсоток |
| ---------- | --------- | -------- |
| українська | 183       | 97.34%   |
| російська  | 5         | 2.66%    |
| Усього     | 188       | 100%     |

## Маєток Раковичів

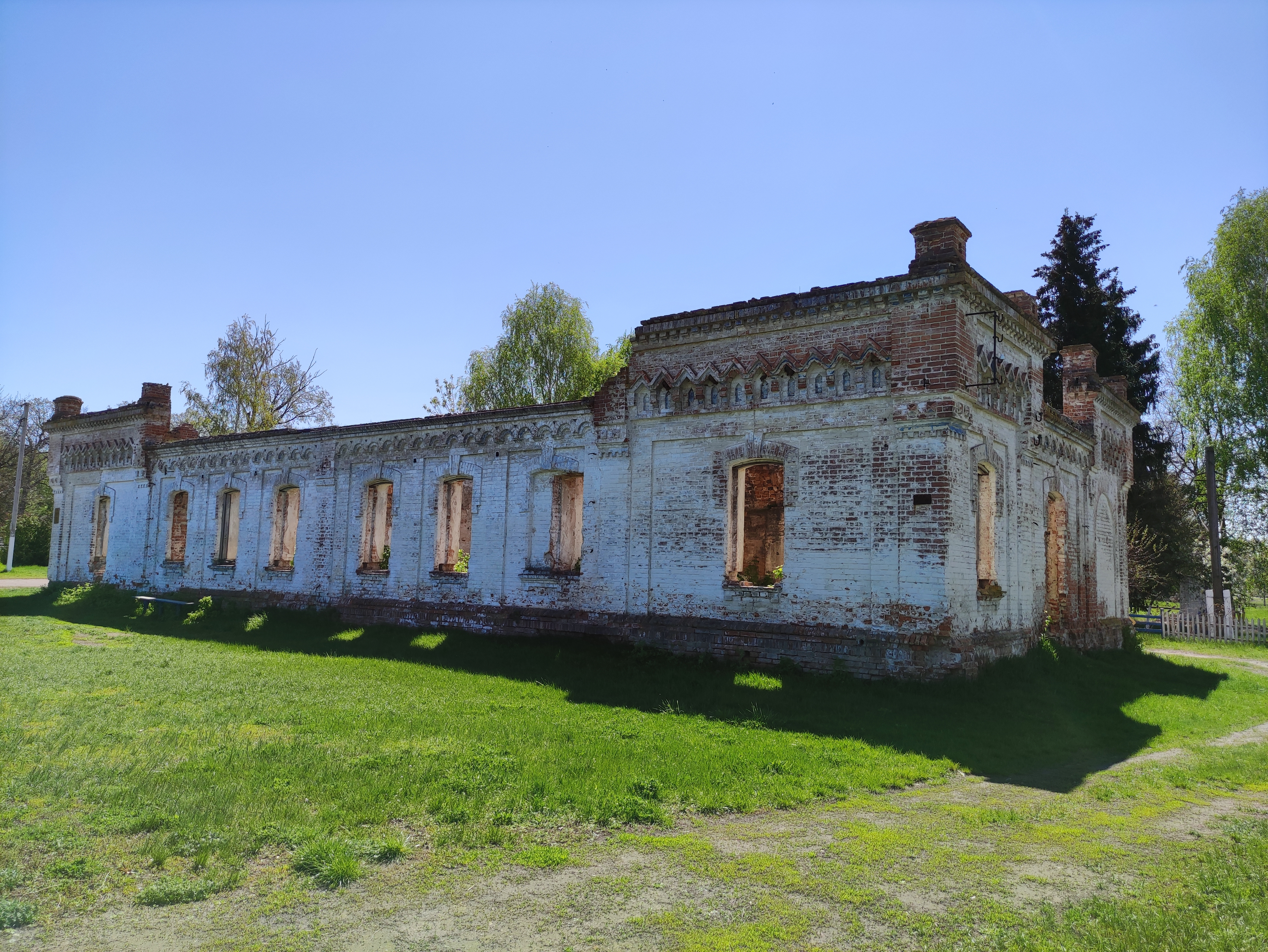
Одна з будівель маєтку Раковичів

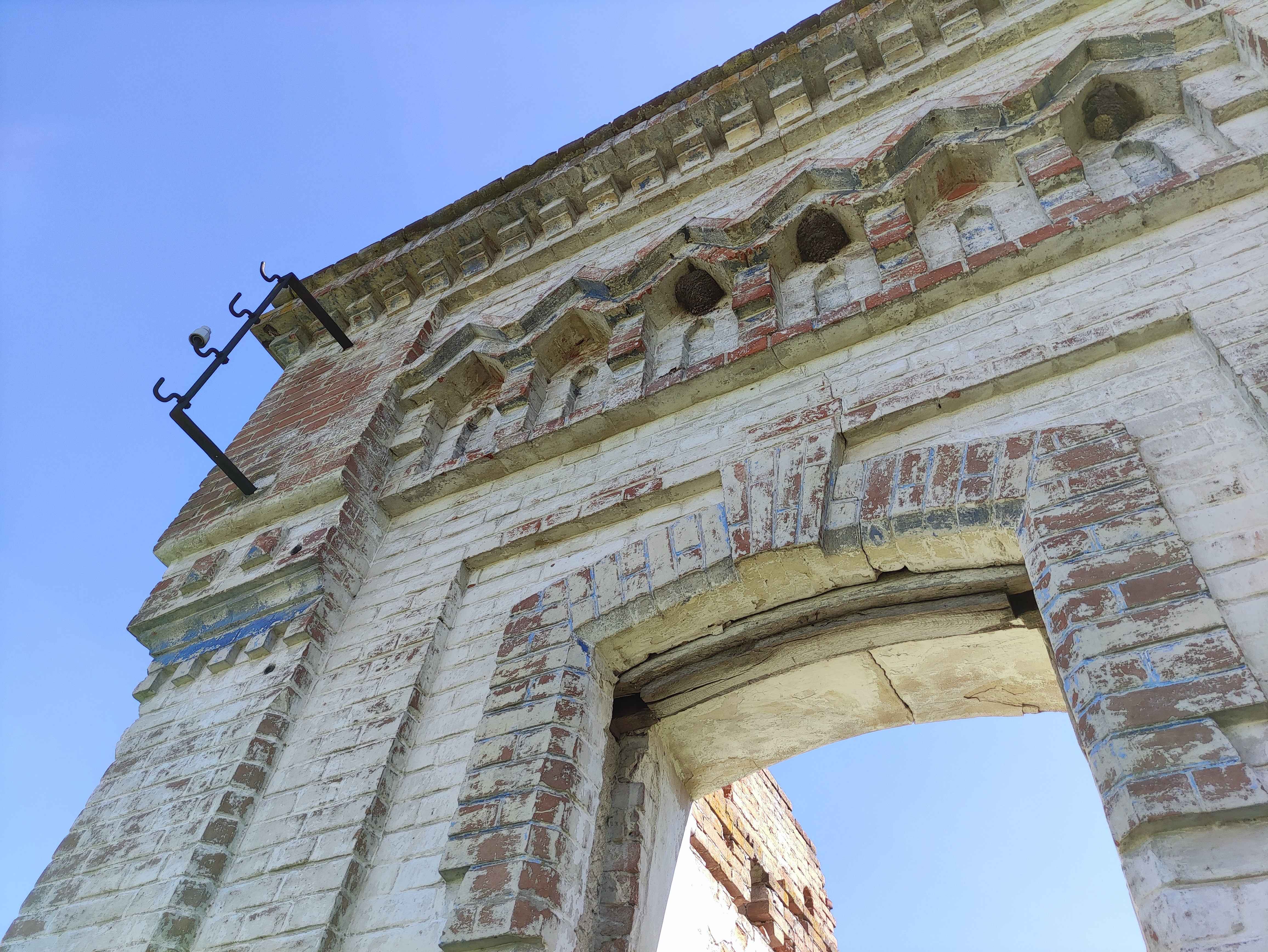
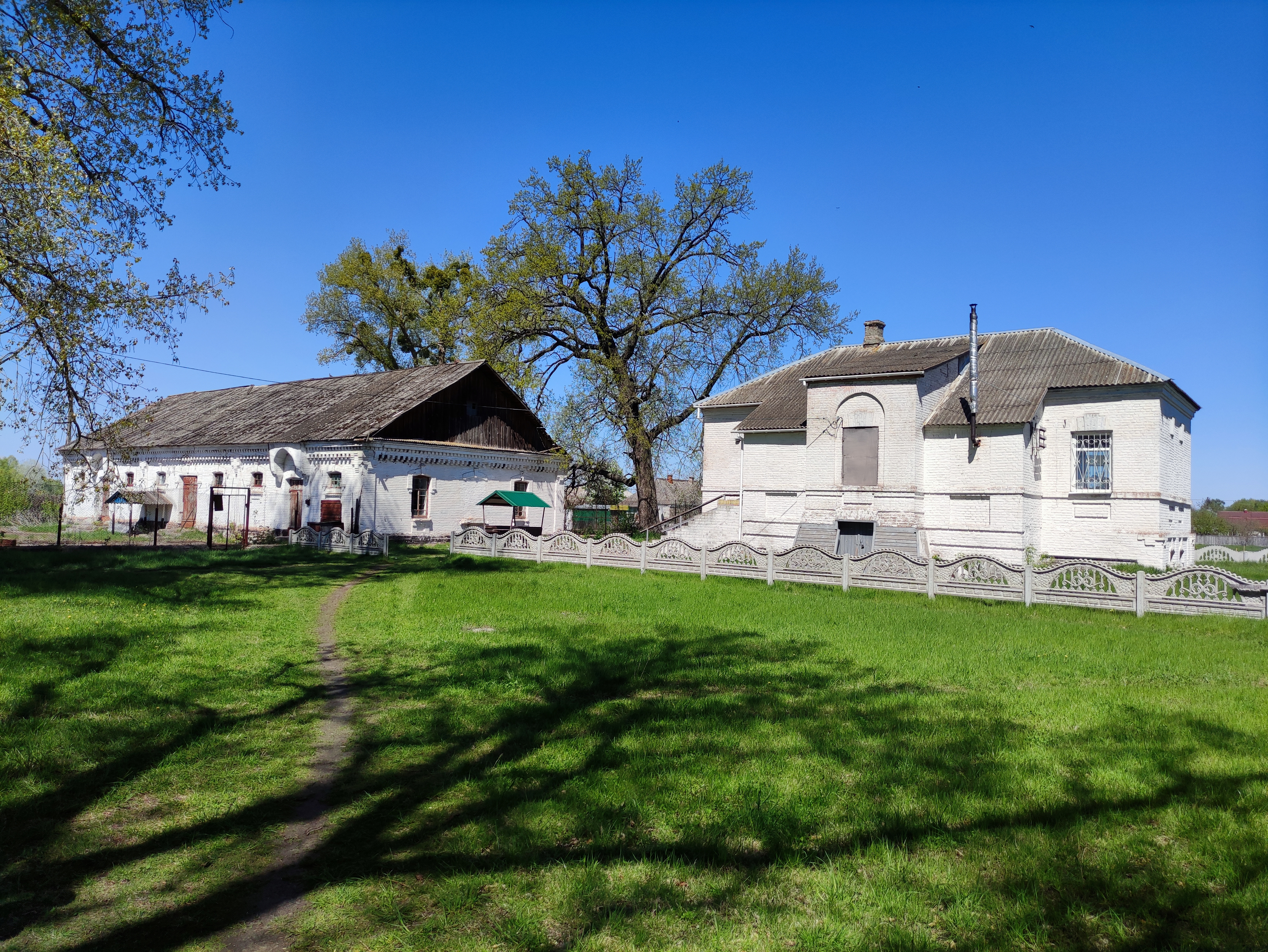

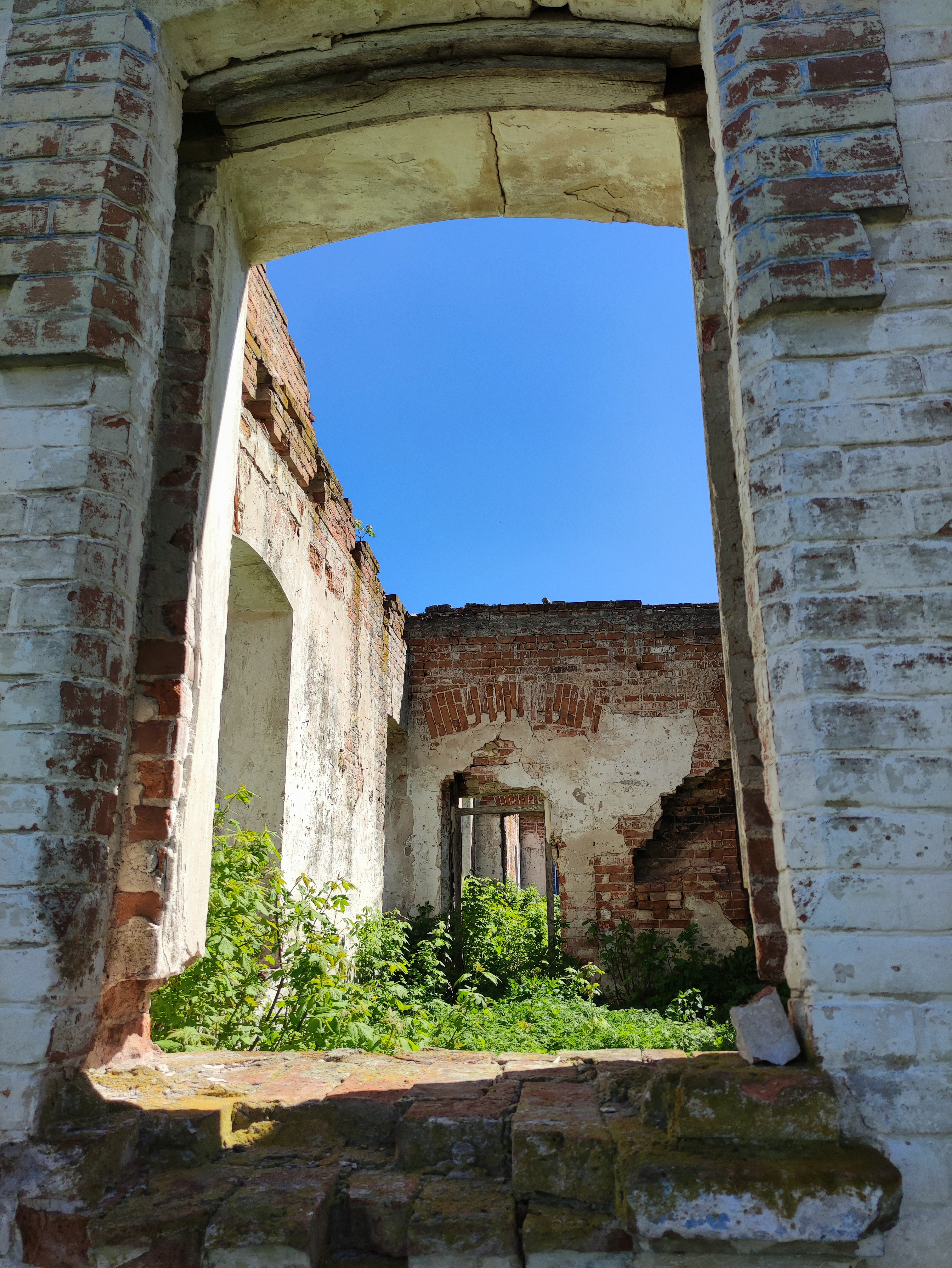
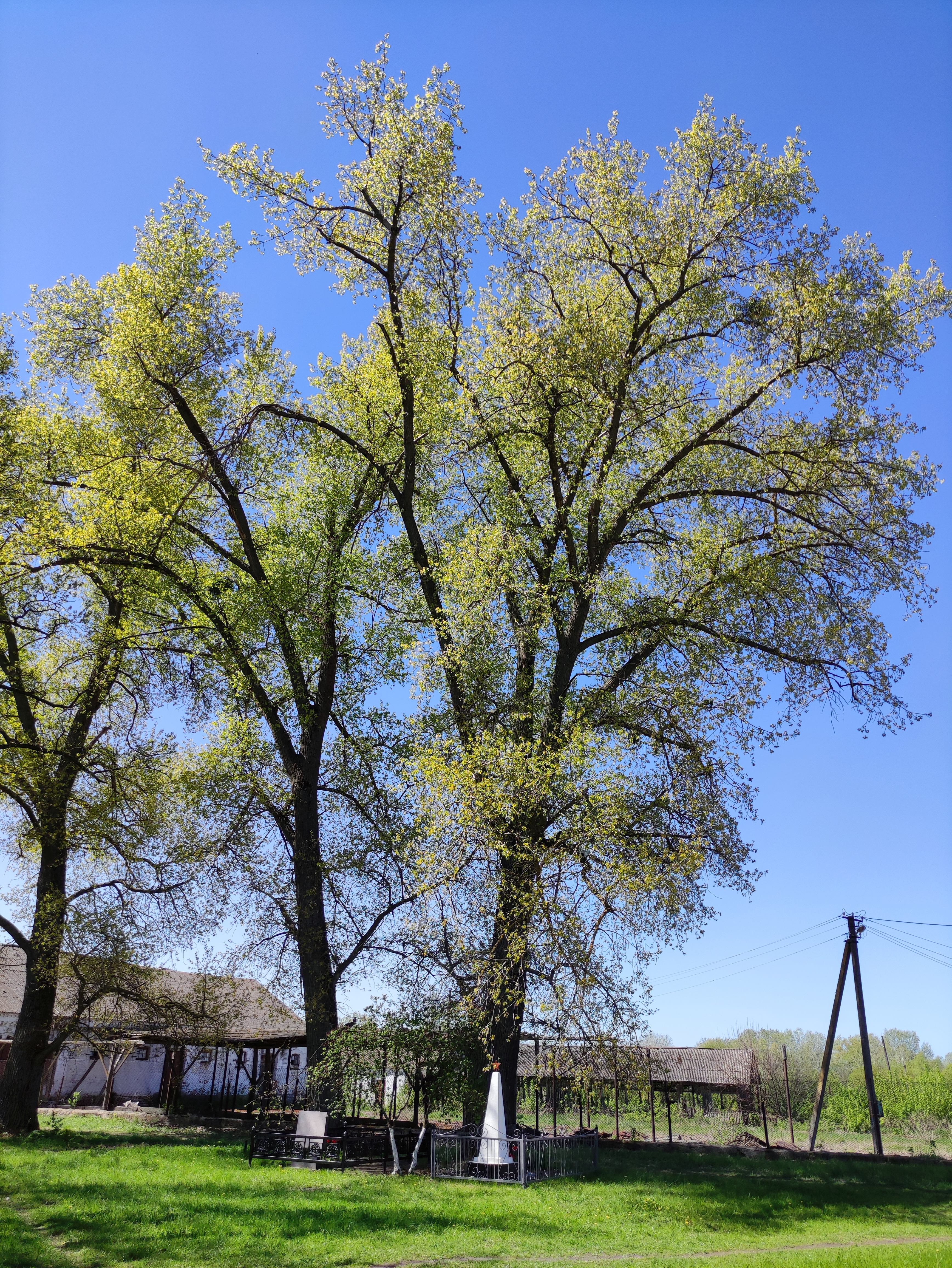
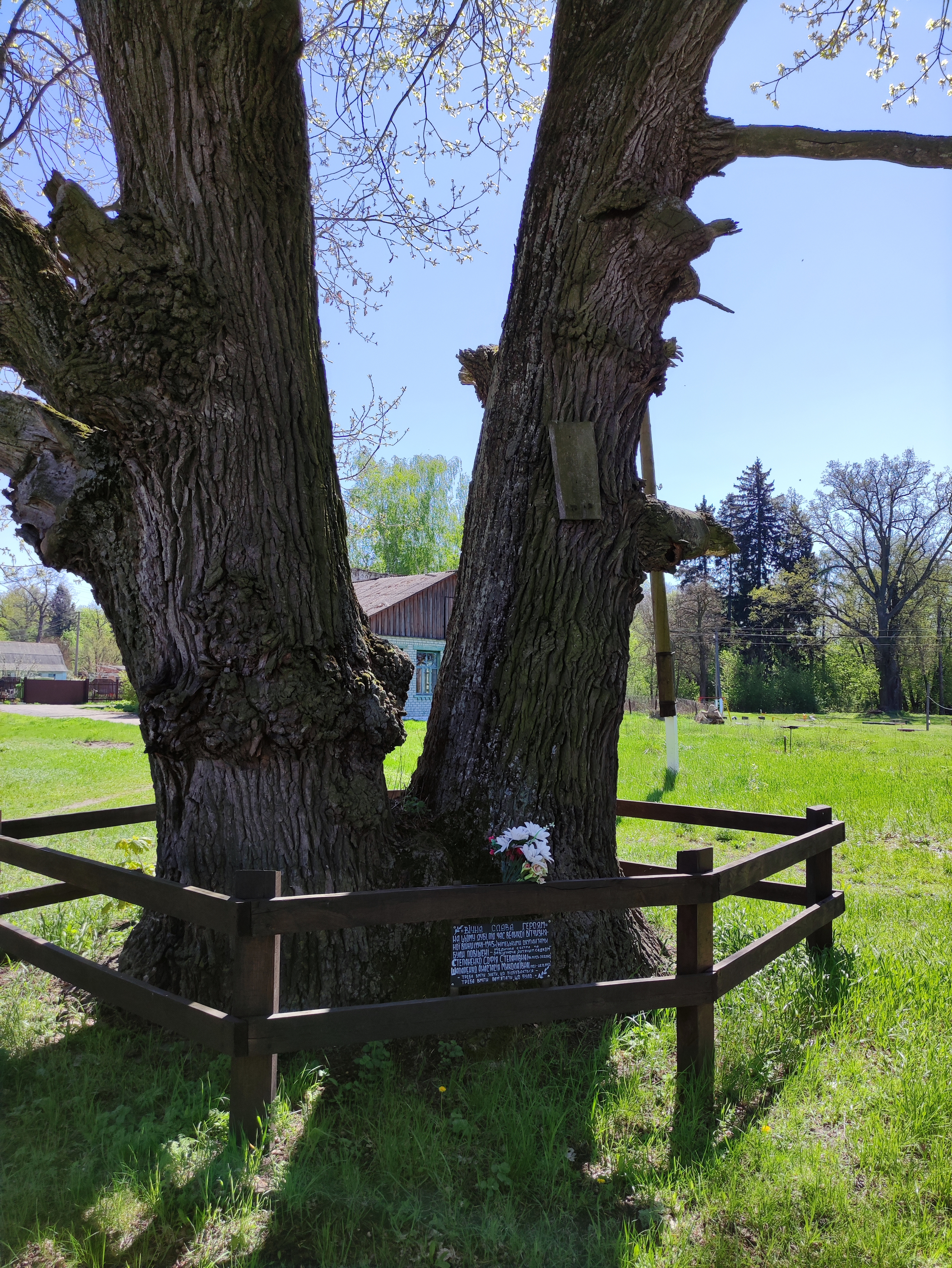

У селі зберігся цілий комплекс будівель житлового та господарського призначення з п'яти споруд. Три з п'яти споруд маєтку явно господарчого призначення й нині частково використовуються відділом колективного господарства «Україна», в інших — склади та невеличка крамниця. Усі будівлі зведені у так званому «цегляному стилі».
Найцікавішими з архітектурної точки зору є руїни двох невеликих палаців — одноповерхового, збудованого з використанням елементів неоготики, та двоповерхового, у якому простежуються класичні риси. Обидві будівлі знаходяться в жахливому стані, втратили дах, перекриття та більшість внутрішніх стін, але ще можуть бути відреставровані — зовнішні стіни міцні. Одноповерховий палац зберіг чудовий цегляний декор, двоповерховий — залишки парадного балкону з напівколонами.

## Примітка
1. ↑  Журналы Козелецкого уездного земского собрания… чрезвычайной сессии 1905 года (заседание 6 марта) и очередной сессии 1905 года (заседания 3—8 сентября). — Козелец: Типография Х. Л. Селецкого, 1906. — 366 с. — C. 192. (рос. дореф.)
2. ↑  Постанова Верховної Ради України від 17 липня 2020 року № 807-IX «Про утворення та ліквідацію районів»
3. ↑  Рідні мови в об'єднаних територіальних громадах України — Український центр суспільних даних